# Albirex Niigata FC
Albirex Niigata Football Club is een Singaporese voetbalclub uit Jurong East. De club werd door de Japanse gemeenschap opgericht in 2004. De thuiswedstrijden worden in het Jurong East Stadium gespeeld, dat plaats biedt aan 3.800 toeschouwers. De clubkleuren zijn oranje-blauw.